# آرداشس ساگینیان
آرداشس ساگینیان (۱۷ فروردین ۱۳۰۷- ۲۹ خرداد ۱۳۸۸) بوکسور اهل ایران بوده است.
وی در بازی‌های المپیک تابستانی ۱۹۵۲ در وزن ۷۱-۶۷ کیلوگرم (Light-Middleweight) شرکت کرده است، ساگینیان در مرحله اول با شکست در مقابل الادیو هررا آرژانتینی از مسابقات حذف شد و رده ۱۷ رده‌بندی کلی قرار گرفت.